# Helene Donner
Helene Donner (Hamburg, 27 december 1819 – Altona-Neumühlen, 30 november 1909), geboren Freiin von Schröder, was een Duitse aristocrate. In het destijds Pruisische Altona liet zij in 1882 het "Helenestift" bouwen, een verzorgingshuis met een daaraan verbonden opleiding voor verpleegsters. Zij was voorzitster en stichteres van een Duits-nationalistische vereniging, de "Vaterländischen Frauenverein I" in Altona.
In 1894 werd een door haar geschonken "Kerk van de Stilte" in Altona ingewijd. De kerk kreeg een romantisch orgel van de hand van Christian Wolfsteller.
Op 18 juni 1893 verleende Wilhelm II van Pruisen haar de exclusieve Wilhelm-Orde.